# Малая Южная железная дорога
Детская железная дорога «Малая Южная» (МЮЖД, укр. Дитяча залізниця «Мала Південна») — детская железная дорога, детско-юношеское структурное подразделение Южной железной дороги в Харькове, предназначенное для подготовки профессиональных кадров для Южной железной дороги и дополнительного внешкольного образования детей, которое осуществляется за счёт регионального филиала Южной железной дороги.

## Месторасположение
Узкоколейная дорога длиной 3,6 км расположена между парком Горького и Лесопарком, проходя через Сокольники.

## История
Дорога построена в 1940 году по инициативе комсомольцев Южной железной дороги и института ХИИТ. Вокзал главной станции «Парк» построен по проекту архитектора Евгения Лымаря.
В районе дороги в 1941 — 1943 годах происходили массовые расстрелы подпольщиков, заложников и простых граждан. В этом районе в 1970-х годах был сооружен памятный Мемориал жертвам Великой Отечественной войны. Дорога восстановлена в августе 1945 года; движение началось 25 августа того же года.
После войны начальником Малой Южной был назначен Дмитрий Кравченко. Он очень много сделал для развития детской дороги.
До 1957 г. на детской дороге было два паровоза и поезд из деревянных вагонов. В 1957 г., к празднику 40-летия Октябрьской революции, дорогой был получен тепловоз ТЭу-3-001, изготовленный на Харьковском заводе транспортного машиностроения им. Малышева в единственном экземпляре. В самом деле это был тепловоз ТУ2. На заводе им. Малышева лишь облагородили его внешний вид. Чуть позже, в том же 1957 г., на детскую дорогу прибыл состав из цельнометаллических вагонов, изготовленных в Польше. Старый состав и паровоз Паровоз Кв4-039 остались на детской дороге и длительное время использовались в дни наплыва пассажиров в качестве второго состава. Окончательно Кв4-039 был отставлен от работы в 1990 году и простоял на Малой Южной до 1997 года, после чего был вывезен с ДЖД.
Председателем совета дороги в 1957 г. был Валерий Гуревич, который потом, до самой пенсии, работал там инструктором.
В мае 2010 г. в лесном массиве на границе Парка им. Горького и Харьковского лесопарка была начата пробивка новой автодороги, пересекающей Малую Южную, с устройством переезда. Предполагалось, что при движении поездов новая трасса будет регулярно перекрываться шлагбаумом (18 раз в сутки с 1 мая по 1 июня и с 1 сентября по 31 октября по воскресеньям, а с 1 июня по 31 августа 12 раз каждый день; в праздники — 36 раз). При этом планировалось снесение 503 деревьев возрастом до 120 лет; фактически к 3 июня снесено более 700. Эти события вызвали сопротивление общественных организаций в течение 3 недель, расстановку пикетов и палаточных городков. Утверждалось, что министерство экологии отозвало своё согласование на прокладку трассы. В ходе противостояния в районе Малой Южной детской железной дороги пострадало имущество детской железной дороги — протестующие перекрыли дорогу бульдозерам на железнодорожном переезде шлагбаумом, бульдозер в результате сильно погнул шлагбаум. Были также физические стычки рубщиков леса с протестующими против вырубки; при этом милиция задержала несколько человек, а несколько человек попали в больницу. Был также создан сайт по защите Лесопарка от вырубок и сокращения площади зелёных насаждений (kharkovforest.com). 5 июня о силовом противостоянии муниципальной охраны и защитников леса сообщило CNN, с видеороликом событий от 2 июня 2010 г.
С 23.08.10 автодорога построена и введена в эксплуатацию. Смонтирован переезд через железнодорожные пути (категория 3), установлены ручные и автоматические шлагбаумы : «А», «Б», «В», «Г», для поездов установлены заградительные светофоры З1 и З2, построен пост дежурного. Переезд эксплуатируется с ограничением по скорости для поездов, следующих по нему, установлены камеры видеонаблюдения.

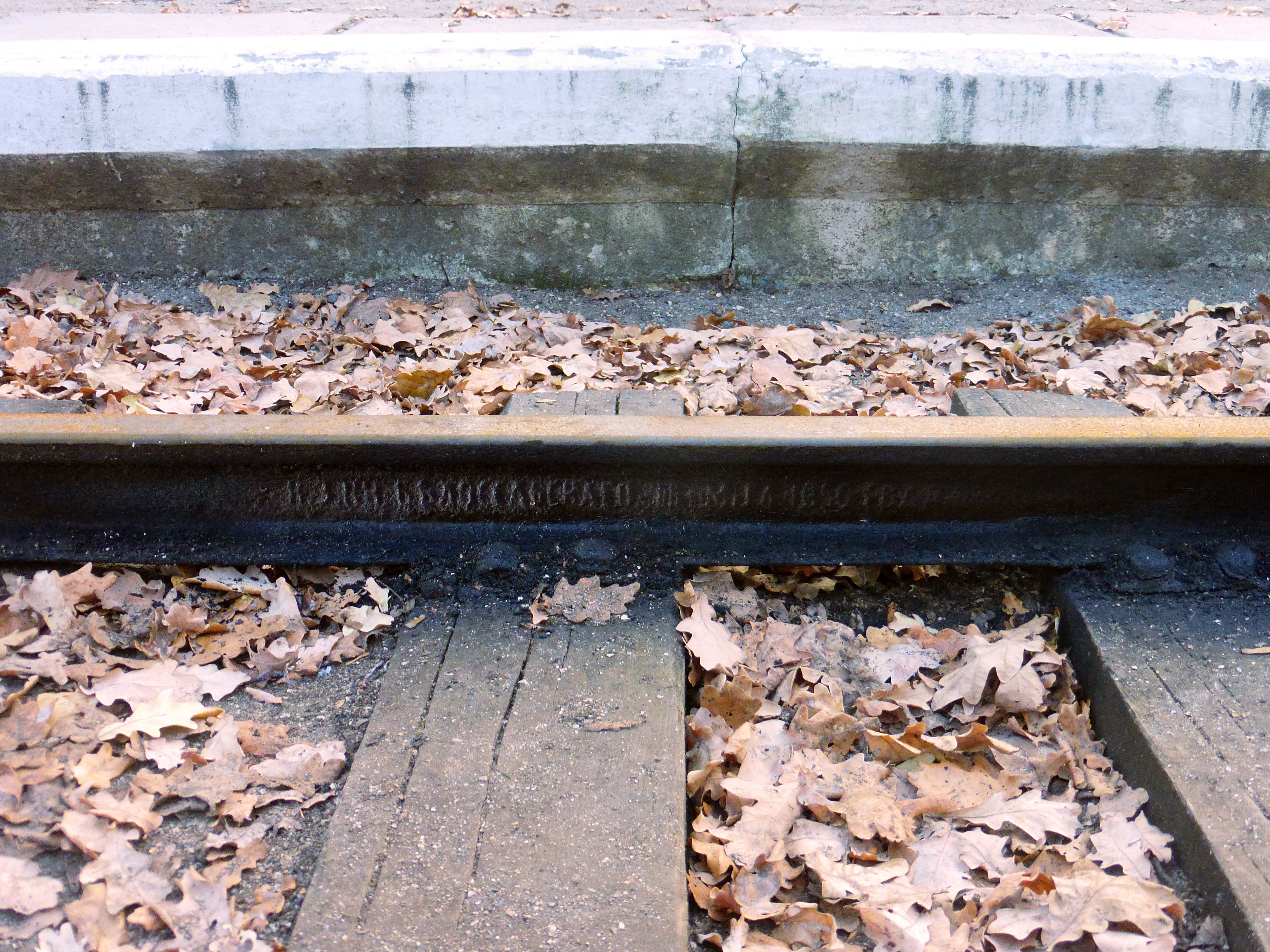
Рельс с клеймом 1880 года на ст. Лесопарк

По случаю 75-летия Малой Южной железной дороги руководством ЮЖД было принято решение о проведении полномасштабной реконструкции, в которую входили: постройка навеса на станции Парк, укладка новой рельсошпальной решётки на железобетонных шпалах и новых рельсах (некоторым рельсам на детской железной дороге более 100 лет), постройка второй платформы. Подготовительные работы были начаты 7 сентября 2014 года. По состоянию на 2019 год построен навес на ст. Парк, рельсошпальная решетка на бетонных шпалах уложена на станциях Парк, Лесопарк и (частично) на первом километре перегона (за исключением S-образной кривой). Планируется дальнейшая замена рельсошпальной решетки. Тем не менее, до сих пор на Малой Южной можно встретить рельсы производства Австро-Венгрии, Германии, Российской империи, СССР и США выпуска от 1880 по 1989 гг..

## Учебная работа
Начальником Малой Южной является Шморгун Виктория Васильевна, заместителем начальника — Трусов Борис Олегович.
Начальник локомотивного депо — Турчин Анатолий Данилович.
Для обучения юных железнодорожников оборудованы 6 кабинетов в учебном корпусе, а также чердак локомотивного депо, в качестве учебного кабинета используют планёрный зал. Коллектив юных железнодорожников разделён на 6 смен. Каждой сменой руководит инструктор. Преподаются основные дисциплины: общий курс железных дорог, локомотивное хозяйство, путевое хозяйство, СЦБ и связь, управление процессом перевозок, вагонное хозяйство. Кроме инструкторов, закреплённых за сменами, преподают машинист и машинист-инструктор Замазан Александр Григорьевич.

## Перевозки
Движение на МЮЖД осуществляется с 1 мая по 1 июня и с 1 сентября по 31 октября по субботам и воскресеньям, а с 1 июня по 31 августа — каждый день, кроме понедельника и вторника. Воскресный график предусматривает 9 пар поездов, будний — 6 пар, праздничный — 18 пар. Расписание движения приведено на сайте ЮЖД.
Движение осуществляется по перегону Парк — Лесопарк, на котором расположен промежуточный остановочный пункт Мемориал. Линия оборудована автоблокировкой с наложением АЛСН.
Во время практики на МЮЖД командируются взрослые специалисты ЮЖД: службы движения, вагонного хозяйства и машинист.

## Подвижной состав
Для перевозок используются тепловозы ТУ2-054 и ТУ7А-3198, два состава: шестивагонный «Украина» (вагоны Pafawag 3aw) и трёхвагонный «Юность Южной» из вагонов ПВ-40 постройки ДМЗ. В распоряжении дороги также имеется дрезина ТД-5У с двумя платформами.

## Самоуправление юных железнодорожников
Организационные вопросы решает переизбираемый каждый год Совет юных железнодорожников, состоящий из:
- актива совета;
- учебно-производственного сектора;
- сектора печати и информации;
- культурно-массового сектора;
- сектора спорта и общественных вопросов.

Руководителем Совета юных железнодорожников является Бойко Инна Валентиновна.

## Достижения дороги
- Малая Южная 7 раз подряд занимала первое место на Всеукраинском конкурсе Детских железных дорог.

## Дорога в кино
- «Петька в космосе» (Одесская киностудия, 1972).[4]

## Галерея

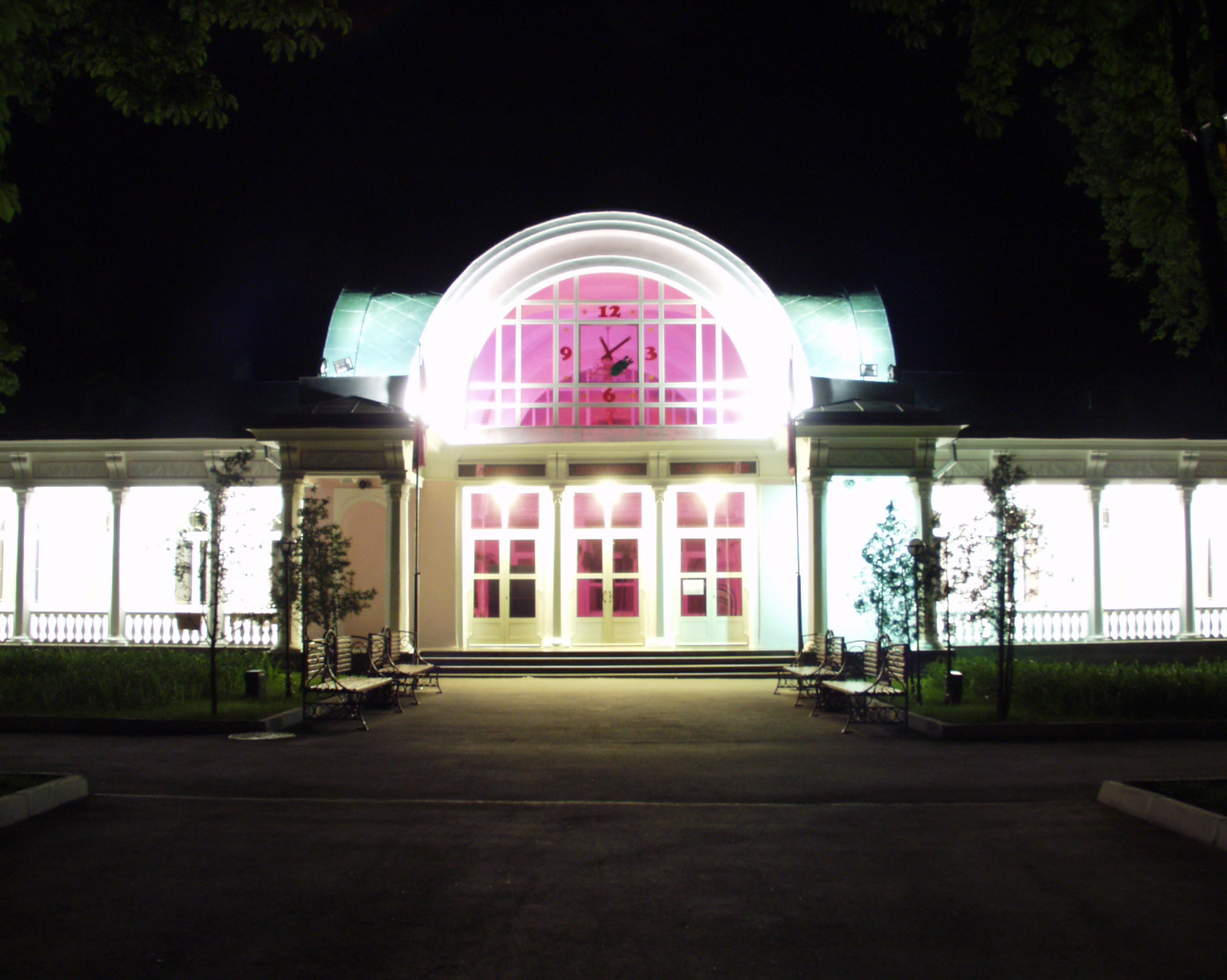
Ночной вокзал МЮЖД
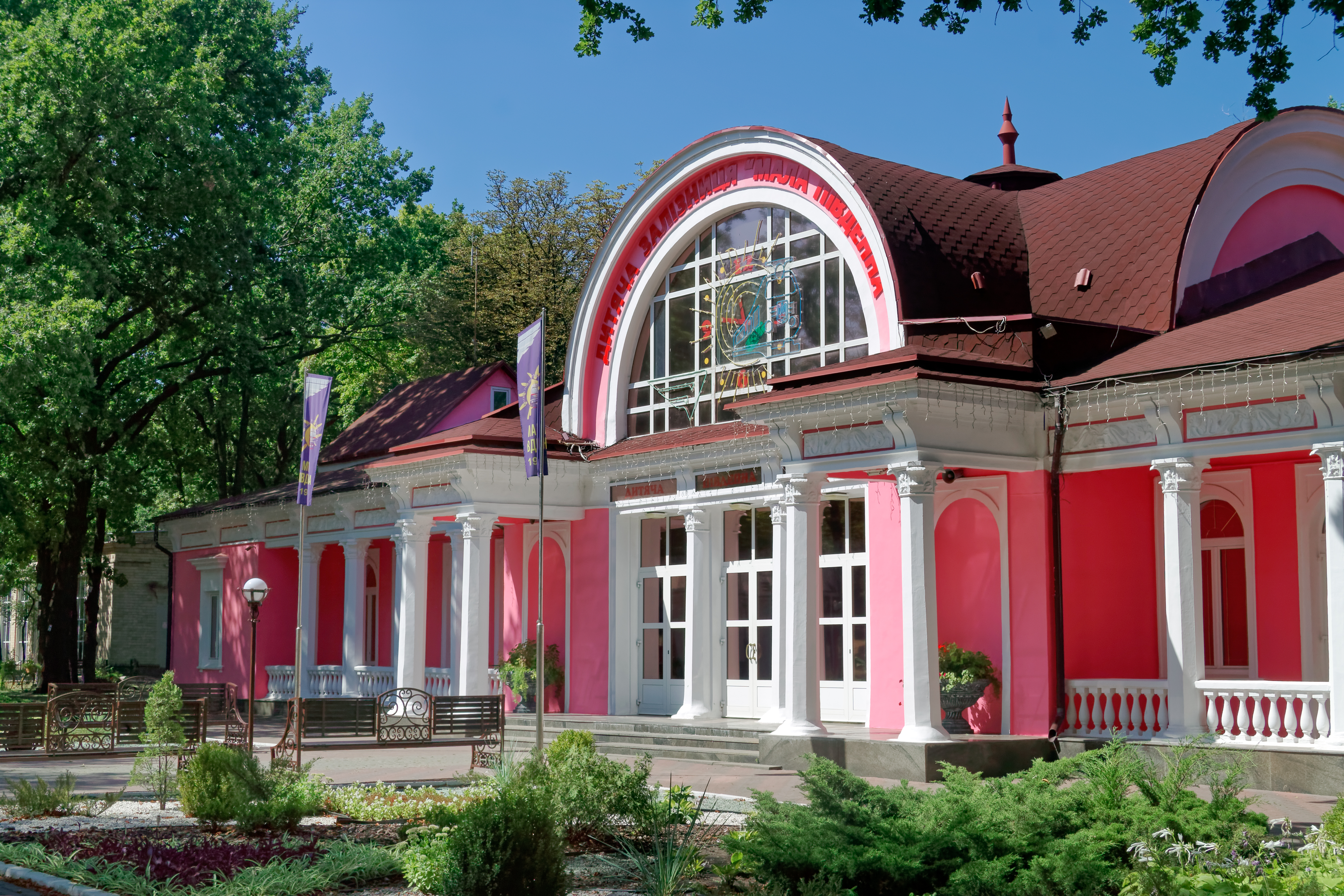
Дневной вокзал со стороны платформы
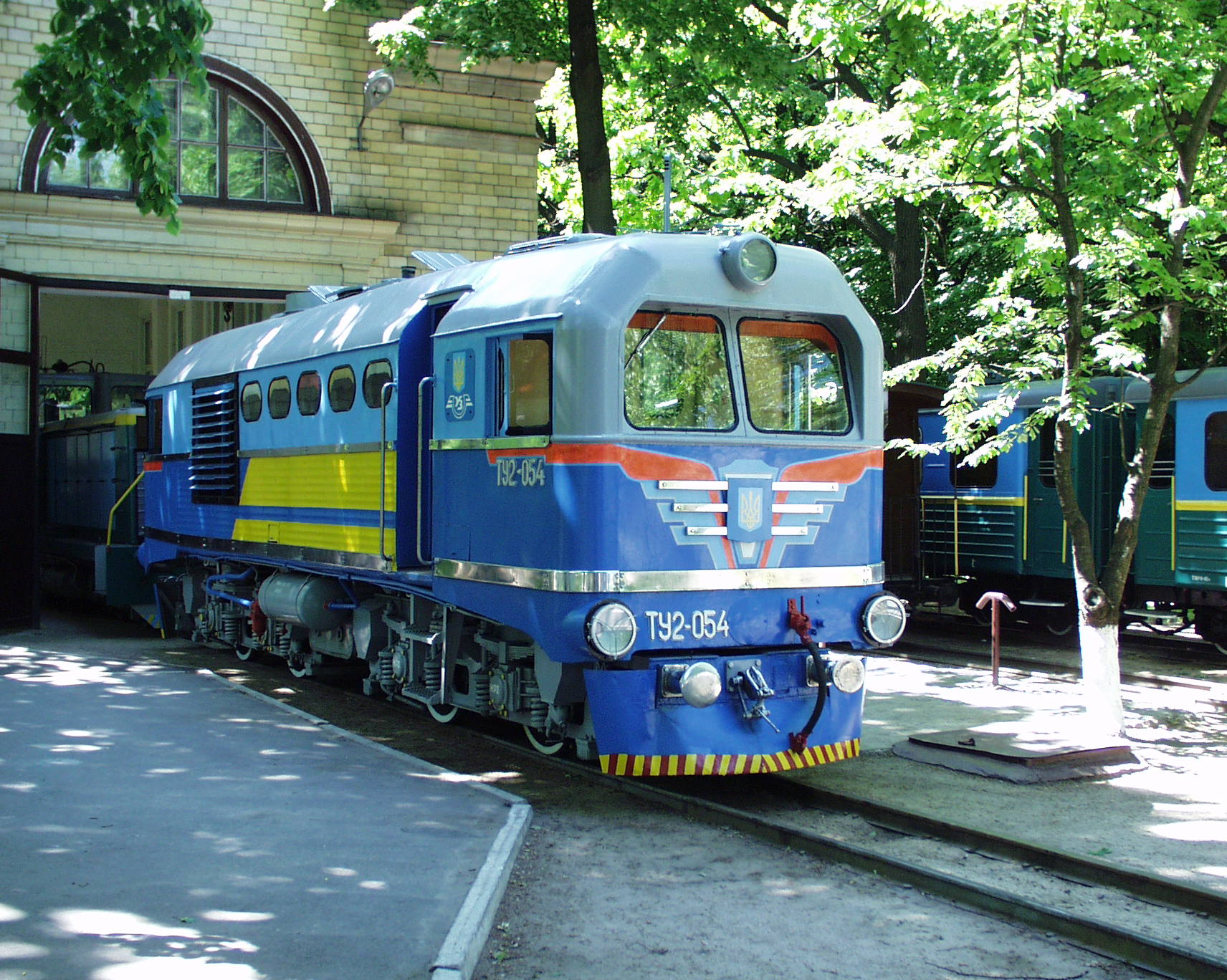
Тепловоз ТУ2-054 у ворот депо
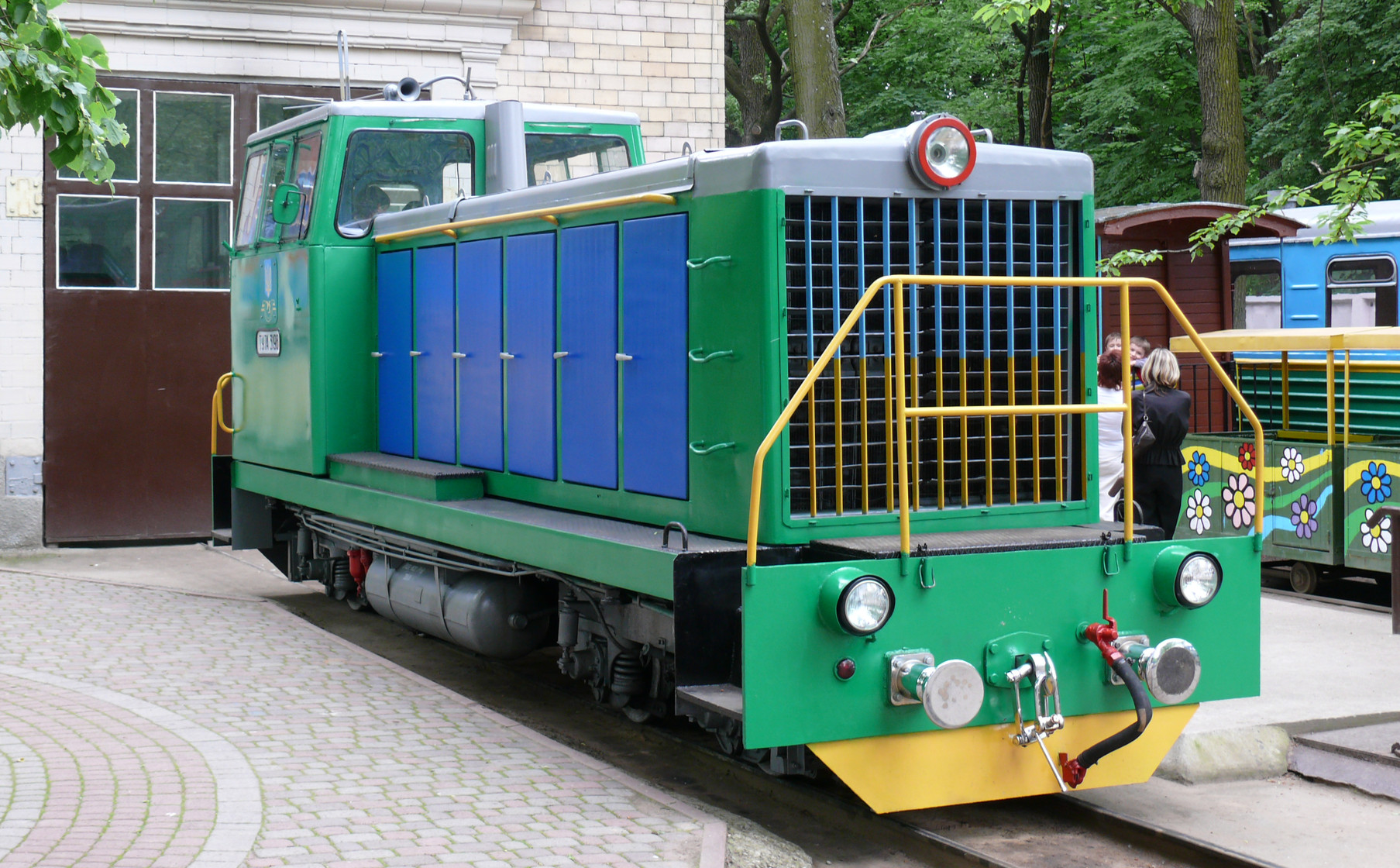
Тепловоз ТУ7А-3198
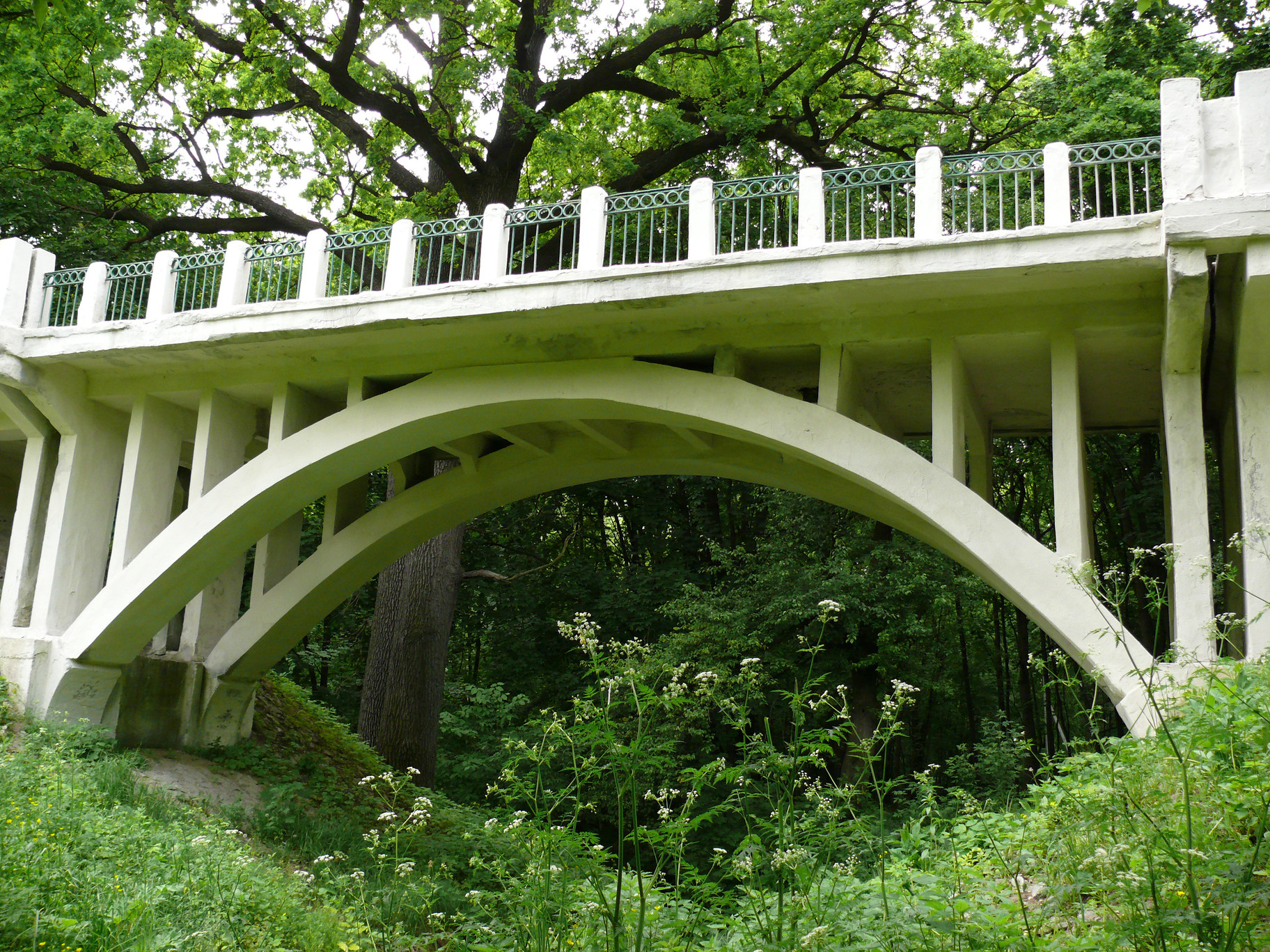
Виадук "Белый мост" над левым притоком реки Саржинки
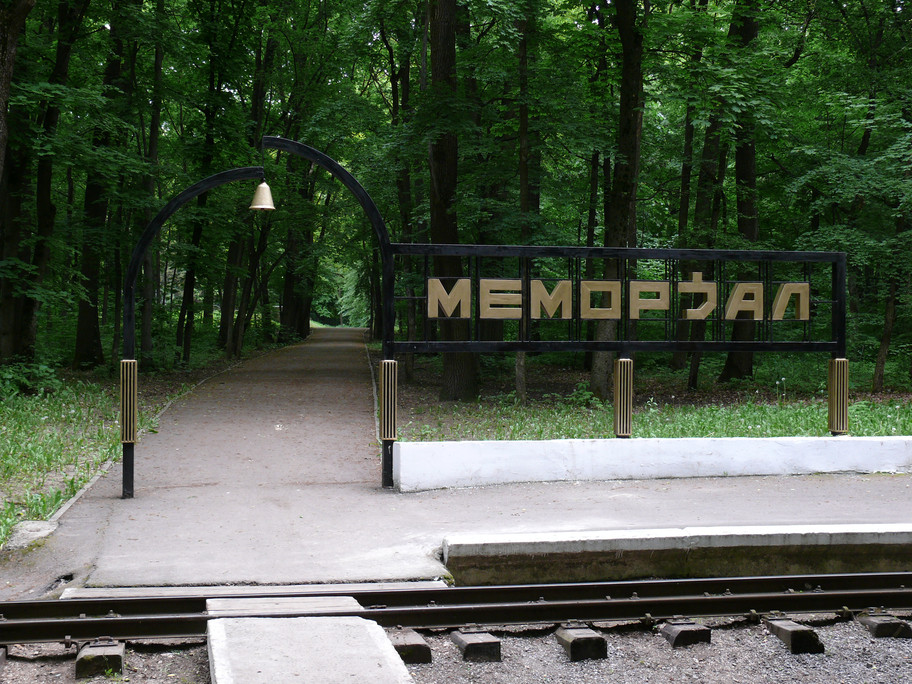
Платформа Мемориал
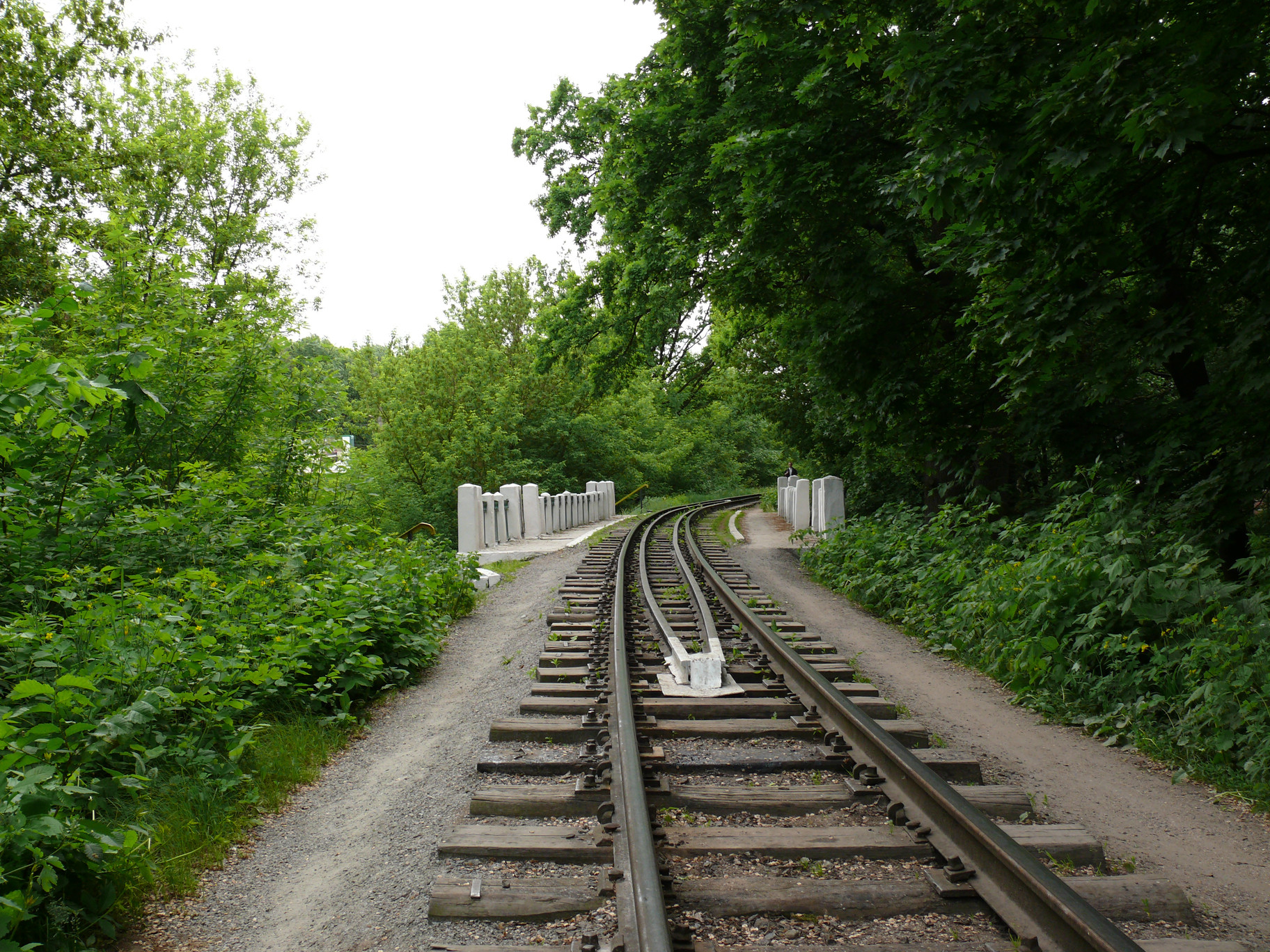
Перегон Мемориал-Парк (опасная кривая)
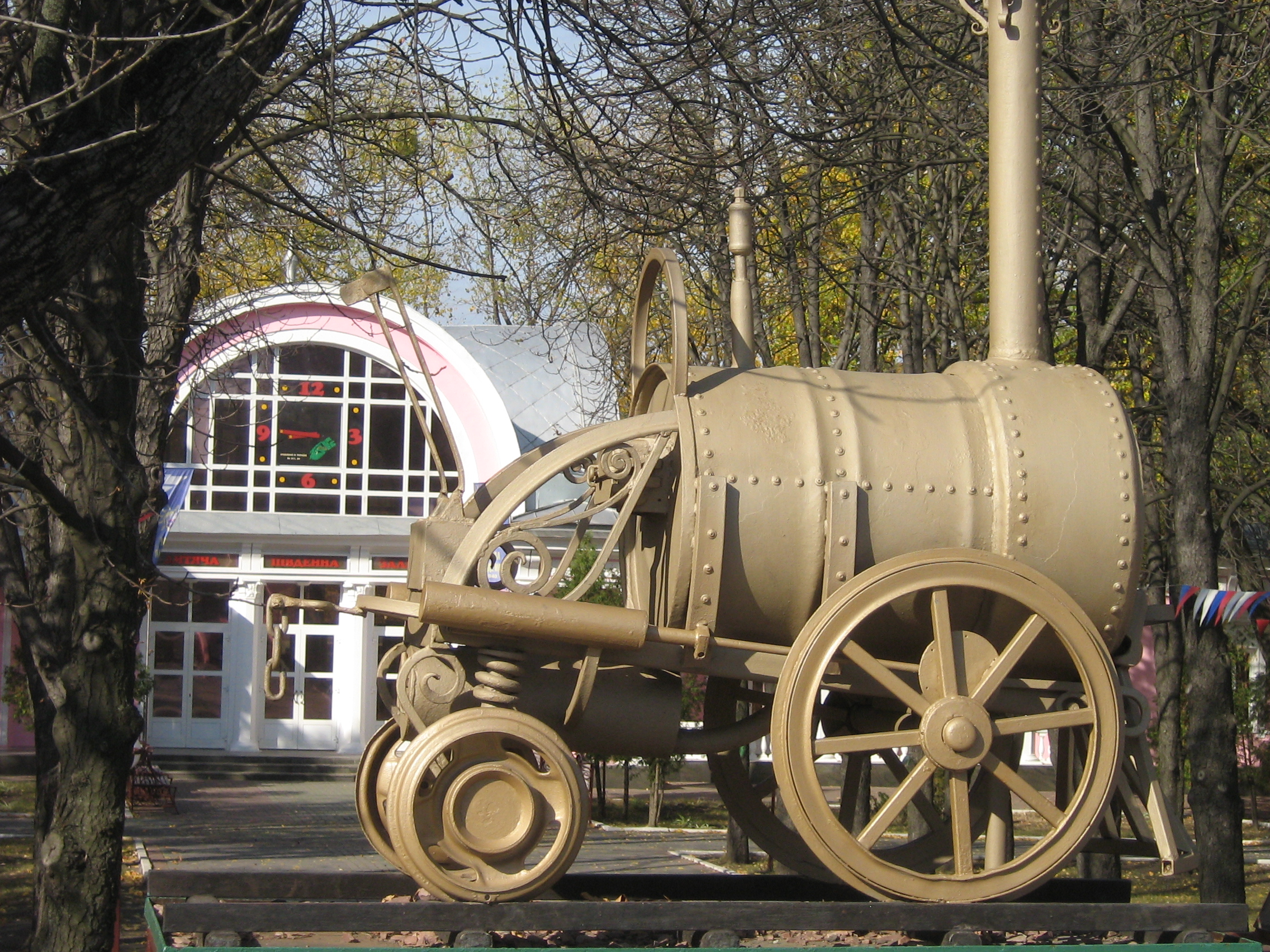
Вход на вокзал.